# Veine pudendale externe
Les veines pudendales externes (ou veines honteuses externes) forment un ensemble de deux veines du bassin : la veine pudendale externe superficielle et la veine pudendale externe profonde. Elles sont respectivement satellites des artères pudendales externes superficielle et profonde.

## Origine
Les veines pudendales externes reçoivent le drainage des organes génitaux externes (grandes lèvres chez la femme et scrotum chez l'homme).
Chez la femme la veine pudendale externe superficielle, reçoit les veines dorsales superficielles du clitoris et les veines labiales antérieures.
Chez l'homme la veine pudendale externe superficielle, reçoit les veines dorsales superficielles du pénis et les veines scrotales antérieures.

## Terminaisons
Les deux veines pudendales externes se jettent dans la veine grande saphène au niveau de son arc. Parfois elles peuvent se jeter directement dans la veine fémorale.

## Images supplémentaires

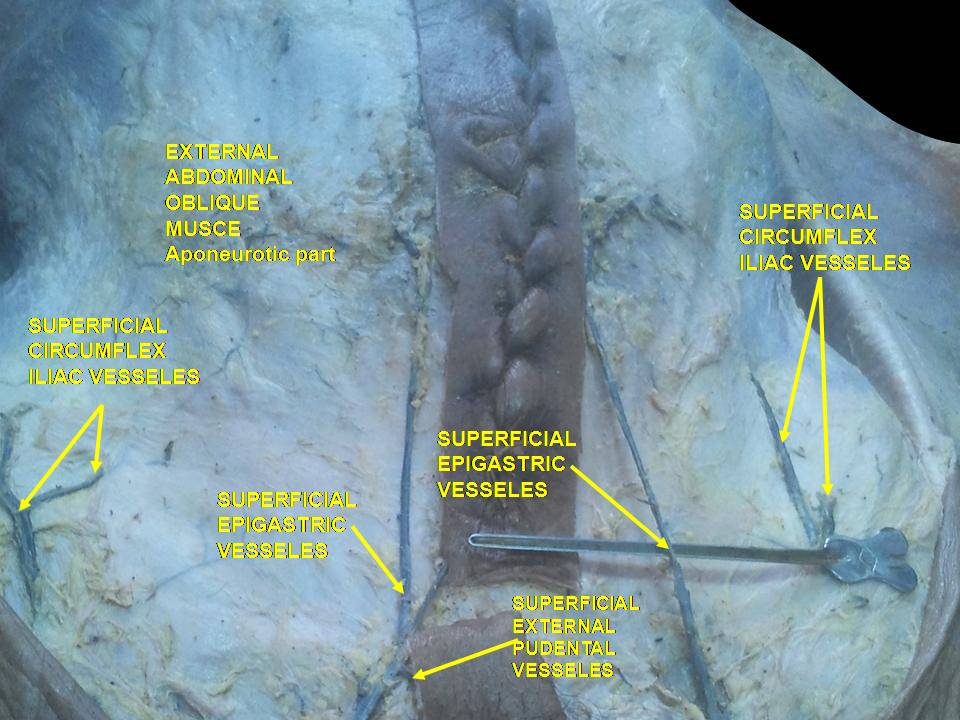
Paroi abdominale antérieure. Dissection superficielle. Vue antérieure.
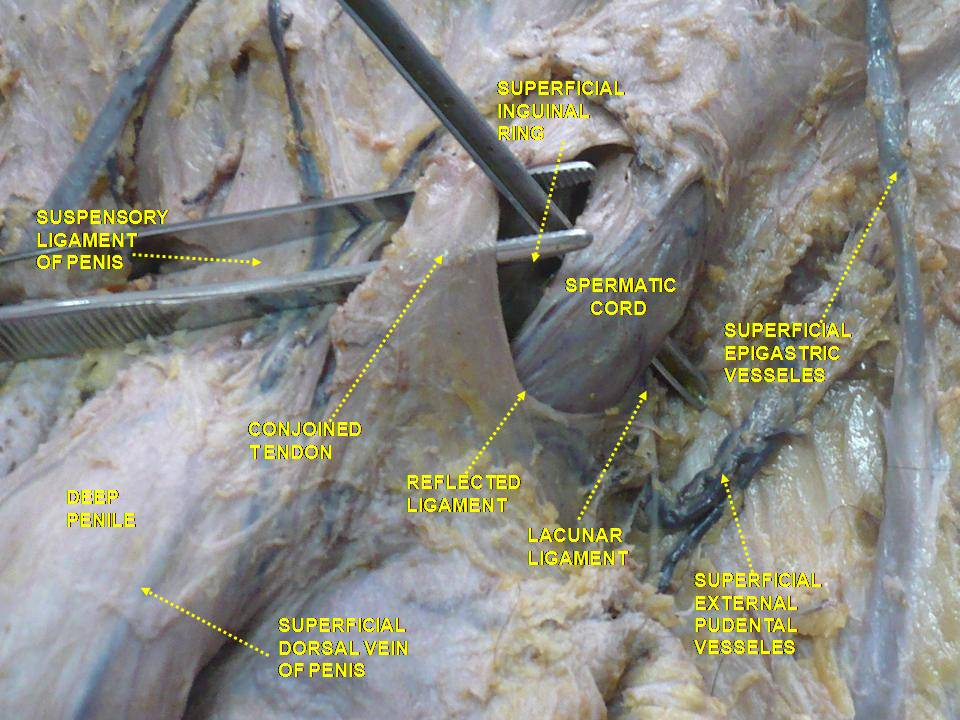
Paroi abdominale antérieure. Dissection intermédiaire. Vue antérieure
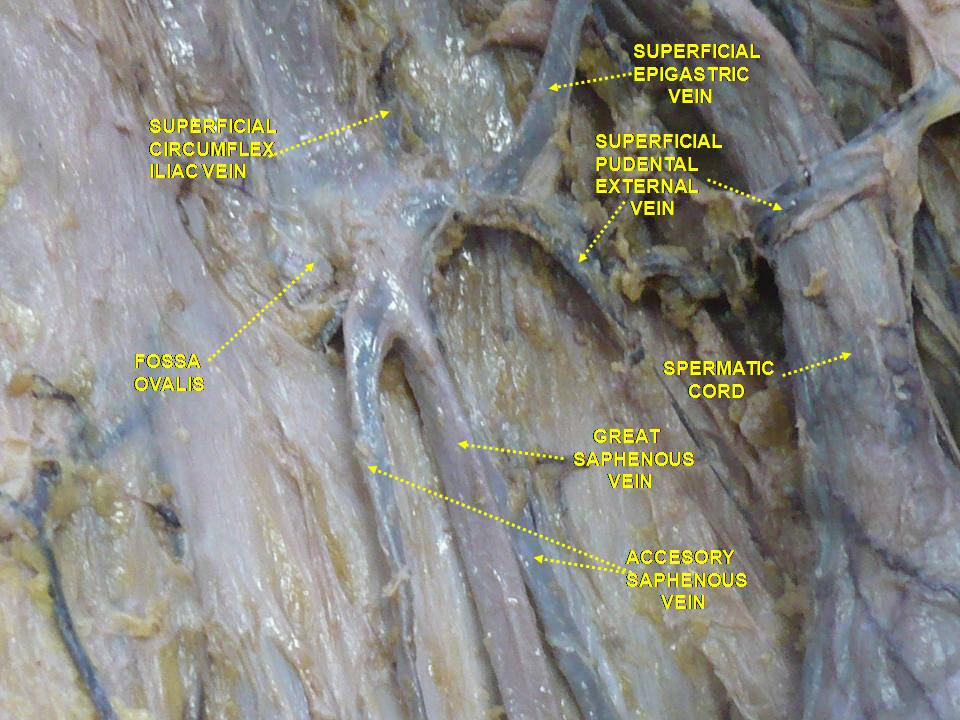
Veines superficielles du membre inférieur. Dissection superficielle. Vue antérieure.